# Cuesta La Dormida
La Cuesta La Dormida (oficialmente, Ruta F100G) es una ruta que atraviesa la cordillera de la Costa entre las regiones de Valparaíso y Metropolitana de Santiago, accediendo al valle en que se ubican las localidades de Olmué y Limache. Por La Dormida se accede también a Caleu, desde donde se puede llegar al punto más alto de la cordillera costera en esas latitudes, el cerro El Roble.
Uno de los ingenieros que participó en el diseño de esa construcción fue el Ingeniero y también Coronel de Ejército de Chile, Héctor Chávez Campos. El Regimiento de Ingenieros N° 7 "Aconcagua" de la ciudad de Quillota, fue el encargado de su construcción, terminando las faenas en 1938 (en ese entonces era el Batallón de Zapadores N° 2 "Aconcagua")..

## Turismo
- Se puede ver desde la Cuesta La Dormida, el Cerro La Campana.